# Саунаторн
Са́унаторн (эст. Saunatorn — Банная башня) — защитное сооружение Таллинской крепостной стены, располагается между башнями Нуннаторн и Кулдъялг. Памятник архитектуры XIV века.

## История
Построена в 1371—1372 годах, при возведении новых крепостных стен для защиты включённой в городскую черту территории. Башня Сауна сохранила черты первых крепостных башен, впоследствии перестроенных как, например, башня Нунна.
В 1889 году в крепостной стене был пробит проход — ворота Клоостри, через который выходит из Старого города улица Суур-Клоостри.
Реставрации башни проводилась в конце XIX века, 1943, 1960-х, 2004 годах.

## В кинематографе
Герои фильма «Гамлет» снимались на фоне старой крепостной стены Таллина между башнями Нунна, Сауна и Кулдъялг, напротив гимназии Густава Адольфа.
Этот же участок городской стены рассматривают капитан Пауль Кригер, барон Георг фон Шлоссер и Лотта Фишбах во время экскурсии по Таллину в 4-й серии кинофильма «Вариант «Омега».